# AIDS (malware)
AIDS, ook bekend als Aids Info Disk of PC Cyborg Trojan is een computervirus (trojaans paard) dat het AUTOEXEC.BAT-bestand vervangt. Het bestand wordt vervolgens gebruikt om het aantal keer dat de computer is opgestart te tellen. Wanneer dit aantal 90 bereikt, verbergt het virus mappen en versleutelt het alle bestandsnamen op de C-schijf, waardoor het systeem onklaar wordt gemaakt. Vervolgens wordt gevraagd aan de gebruiker om de licentie voor Windows te vernieuwen en contact op te nemen met de PC Cyborg Corporation voor de betaling. Dit houdt in om 189 Amerikaanse dollar te verzenden naar een postbus in Panama. Er bestaat meer dan één versie van AIDS, en zeker één versie versleutelt na een herstart direct de C-schijf, in plaats van eerst het aantal keer dat de computer is opgestart te tellen.